# Parc naturel de l'Albufera
 (mai 2025).
Si vous disposez d'ouvrages ou d'articles de référence ou si vous connaissez des sites web de qualité traitant du thème abordé ici, merci de compléter l'article en donnant les références utiles à sa vérifiabilité et en les liant à la section « Notes et références ».
Le parc naturel de l'Albufera est un site naturel d'Espagne situé à dix kilomètres au sud de Valence, dans l'horta, autour de l'albufera (de l'arabe  البحيرة al-buhayra, la petite mer), une lagune d'eau douce en bordure de la Méditerranée, avec laquelle elle communique. 

## Géographie
L'Albufera formait une baie, dans l'Antiquité, mais elle a été progressivement colmatée par les sédiments des fleuves Júcar et Turia, qui la séparèrent de la mer à l'époque romaine et est devenue un lac. La superficie du lac était alors d'environ trente mille hectares, mais, au fil des ans, cette surface s'est restreinte par la création de zones destinées, en particulier, à la riziculture.
Le lac s'étend désormais sur 2 100 hectares, auquel s'ajoutent 14 100 hectares de zones inondables consacrées à la culture du riz, plus la bande de littoral qui la sépare de la mer. Au total, cette zone de 21 120 hectares abrite une grande variété d'espèces aquatiques, animales et végétales, ainsi qu'une multitude d'oiseaux. Le site est désigné site Ramsar depuis le 5 décembre 1989.
Le parc naturel de l'Albufera a comme particularité d'englober le village d'"El Palmar", auquel on n'a pu longtemps accéder qu'en barque, jusqu'à ce que des ponts soient finalement construits dans les années 1960.

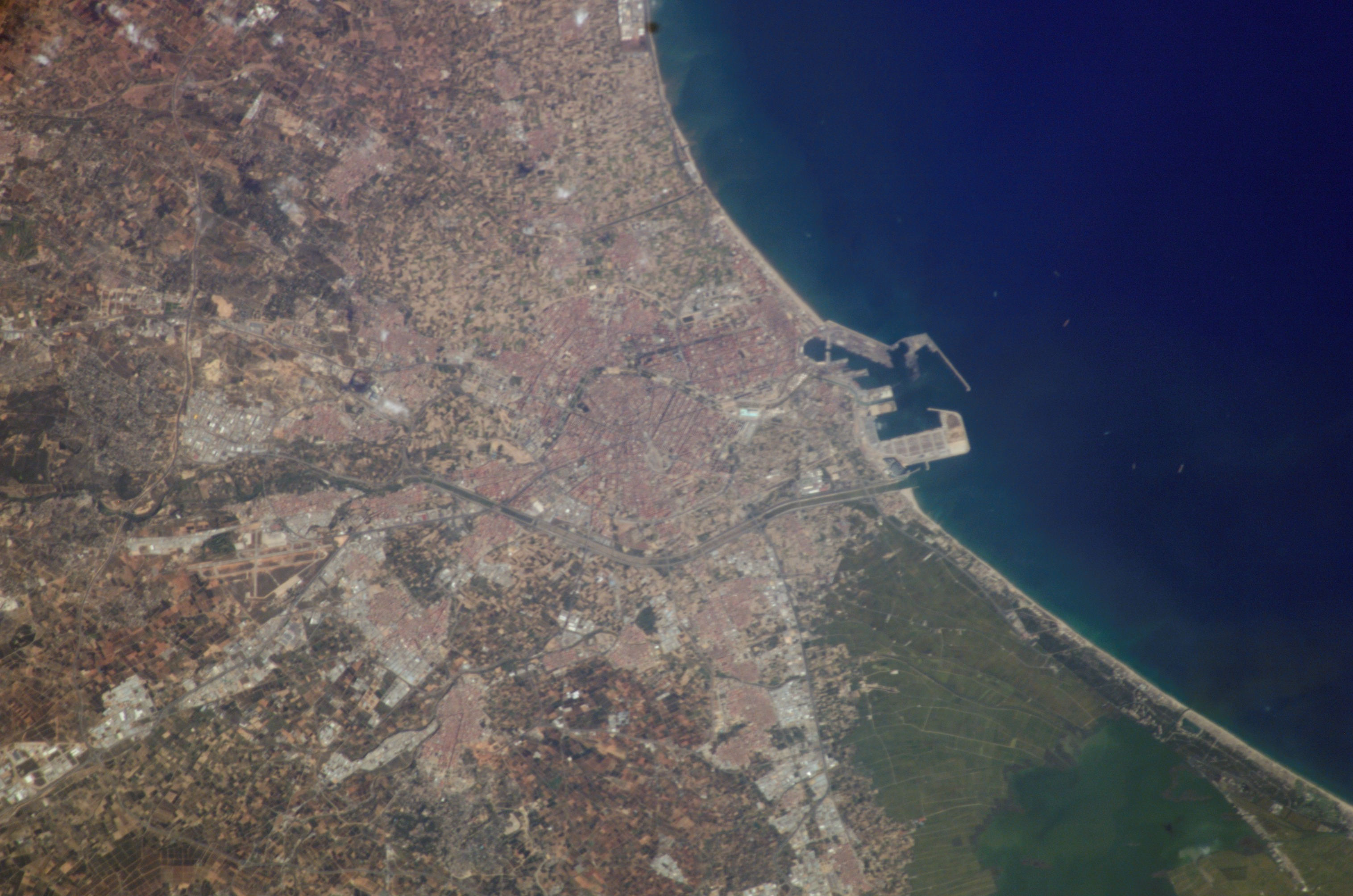
Vue satellite
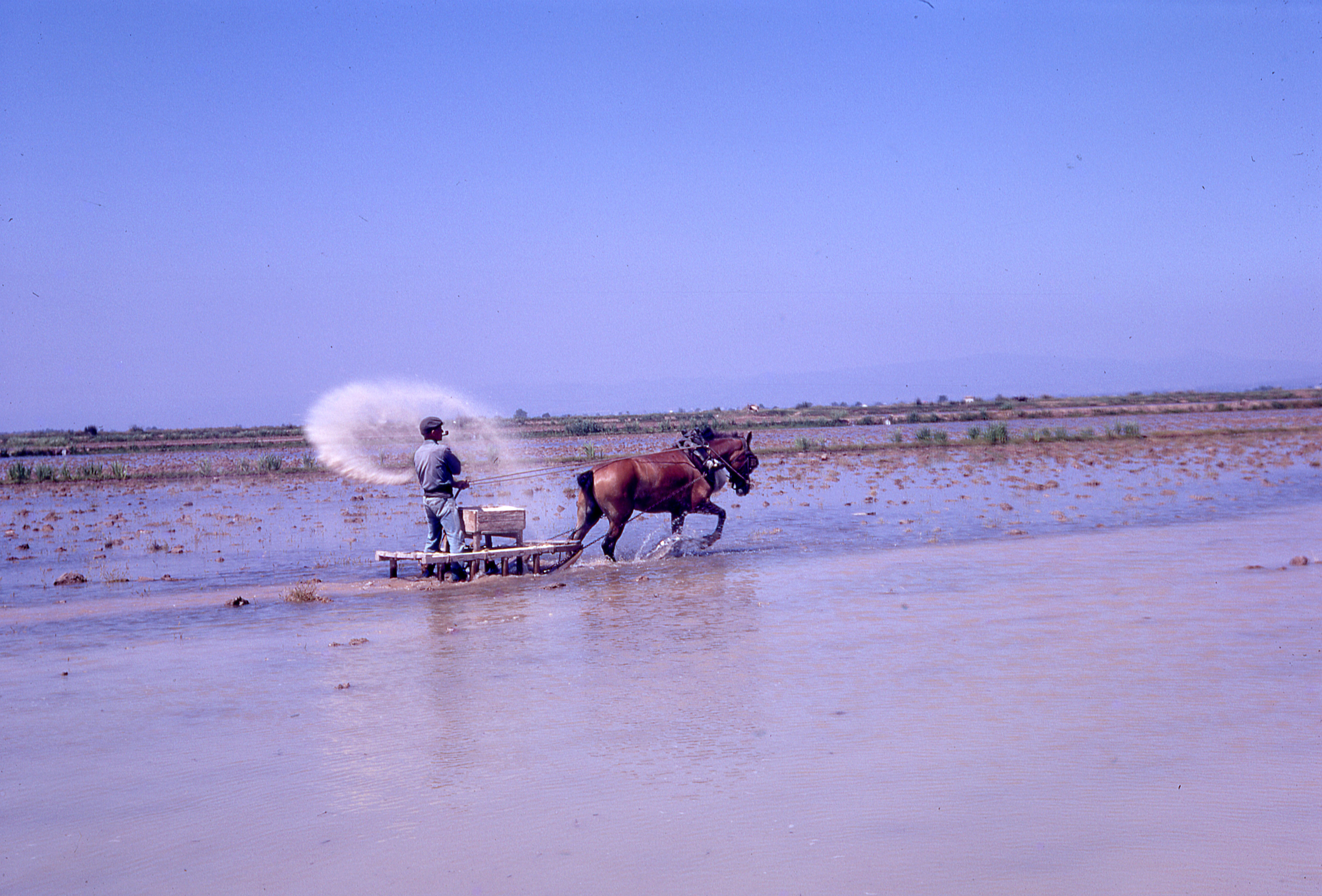
Paysan en train de semer (1968)
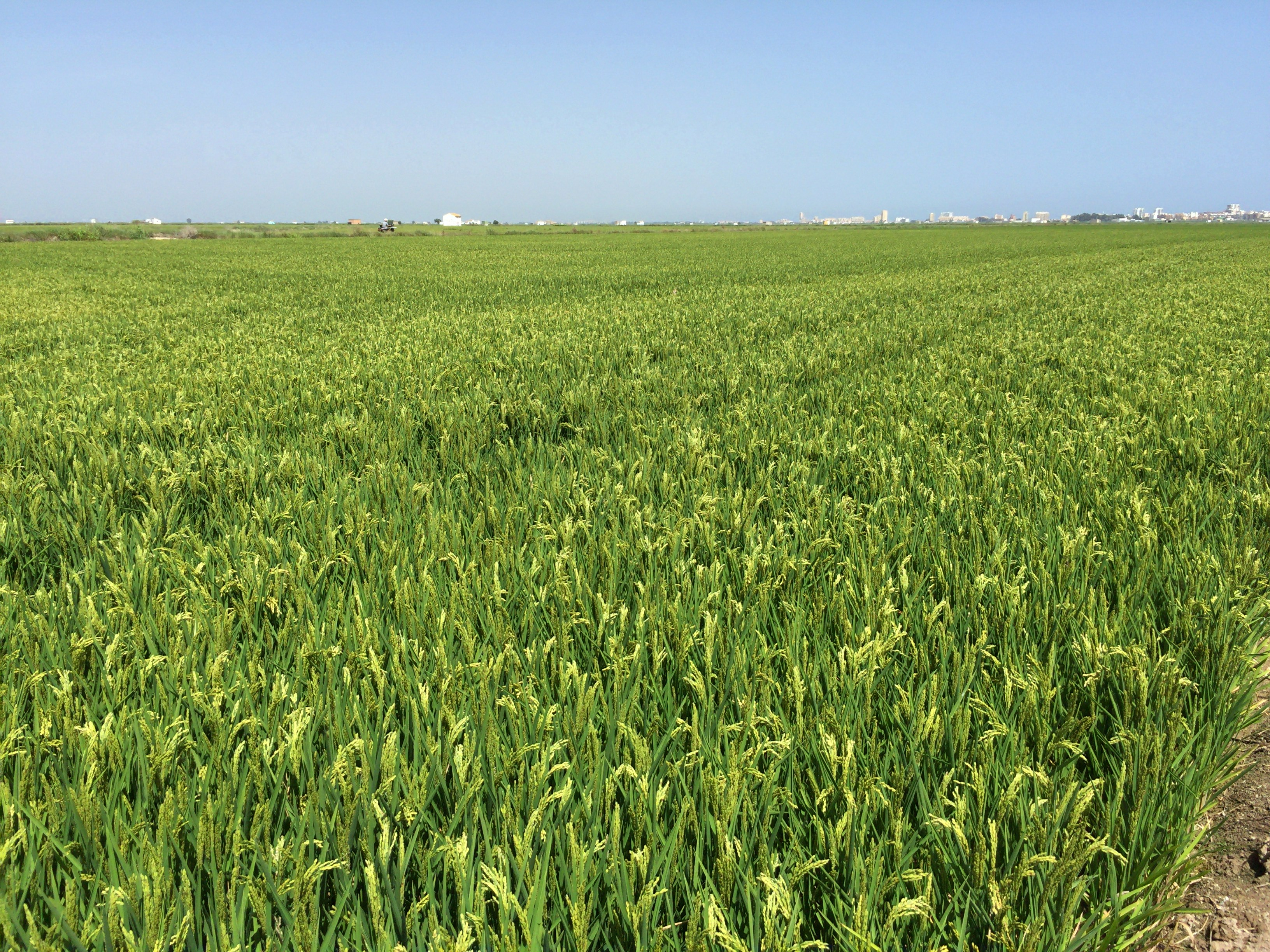
Champ de riz près de Sueca en juillet
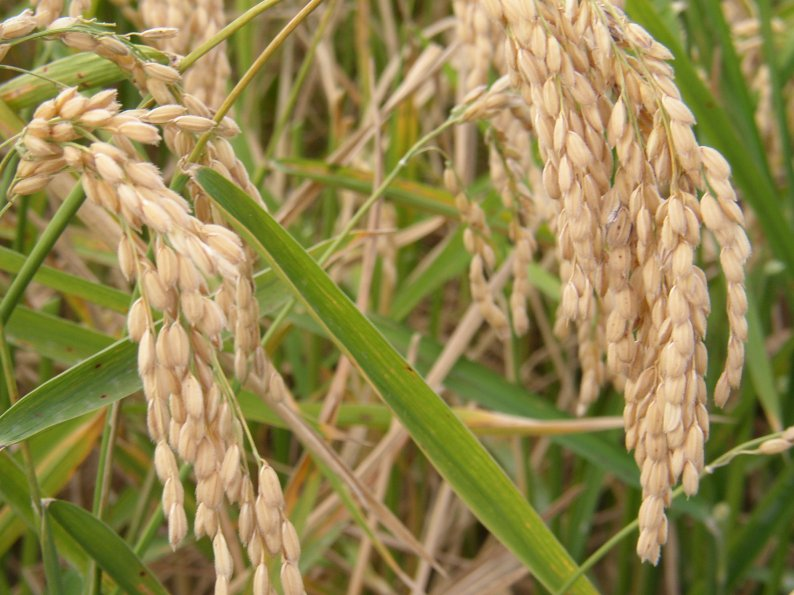
Riz à maturité

## Événement historique
Le maréchal d'Empire Louis Gabriel Suchet battit près de cette lagune, et sous les murs de Valence, le général Blake, qui capitula le 9 janvier 1812. Cette victoire lui valut le titre de duc d'Albufera.